# Wolf Creek 2
Traseul morții 2  (titlu original: Wolf Creek 2) este un film de groază thriller australian din 2013 regizat de Greg McLean. În rolurile principale joacă actorii John Jarratt, Ryan Corr și Shannon Ashlyn.

## Distribuție
- John Jarratt - Mick Taylor
- Ryan Corr - Paul Hammersmith
- Shannon Ashlyn - Katarina Schmidt
- Phillipe Klaus - Rutger Enqvist
- Gerard Kennedy - Jack
- Annie Byron - Lil
- Shane Connor - Senior Sergeant Gary Bulmer Jr
- Ben Gerrard - Constable Brian O'Connor
- Chloé Boreham - Lucille